# Rengo (Brettspiel)
Rengo ist eine Govariante für vier Personen. Es wird reihum gespielt, wobei die zwei sich gegenübersitzenden Spieler dieselbe Farbe spielen. Es ist den Partnern verboten, sich gegenseitig Tipps zu geben. Ansonsten gelten die  üblichen Go-Regeln. Beim Paar-Go wird zusätzlich verlangt, dass ein Team aus einem Mann und einer Frau bestehen muss.

## Turniere
Es gibt nationale, kontinentale und weltweite Paar-Go-Meisterschaften für Amateure. Auch auf größeren Go-Turnieren wird Paar-Go häufig gespielt.
Seit 1997 wird die europäische Paar-Go-Meisterschaft ausgetragen.

## Spieltechnik
Da sich die Partner keine Tipps geben dürfen, ist es notwendig, so zu spielen, dass auch der Partner die eigenen Züge „lesen“
kann. Dies ist bei ungleichen Spielstärken besonders für den stärkeren Partner des Paares eine Herausforderung. Er muss, ohne dabei das Repertoire spielerischer Mittel unnötig einzuschränken, vermeiden, dass der Partner vor riskanten Entscheidungen steht, von denen er überfordert ist.